# کپوردندان‌ماهی کاتارینا
کپوردندان‌ماهی کاتارینا (نام علمی: Megupsilon aporus) نام یک گونه از تیره کپوردندان‌ماهیان است.